# Епархия Монзе

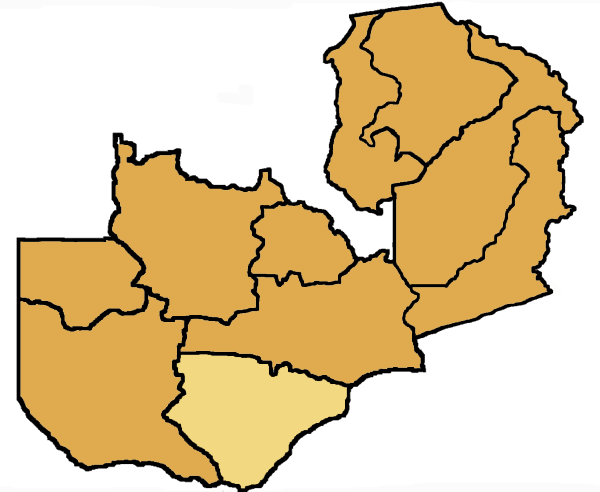
Карта епархии Монзе

Епархия Монзе (лат. Dioecesis Monzensis) — епархия Римско-католической церкви с центром в городе Монзе, Замбия. Епархия Монзе входит в митрополию Лусаки. Кафедральным собором епархии является церковь Святейшего Сердца Иисуса в городе Монзе.

## История
10 марта 1962 года Римский папа Иоанн XXIII издал буллу «Evangelium salutis», которой учредил епархию Монзе, выделив её из архиепархии Лусаки.

## Ординарии епархии
- епископ James Corboy, S.J.[1] (10.03.1962 — 26.11.1991);
- епископ Paul Lungu, S.J. (26.11.1991 — 29.04.1998);
- епископ Emilio Patriarca (22.06.1999 — 10.02.2014);
- епископ Moses Hamungole (10.02.2014 — по настоящее время).

## Источник
- Annuario Pontificio, Libreria Editrice Vaticana, Città del Vaticano, 2012
- Булла Evangelium salutis, AAS 55 (1963), стр. 77  (лат.)